# Gevangentoren (Vlissingen)

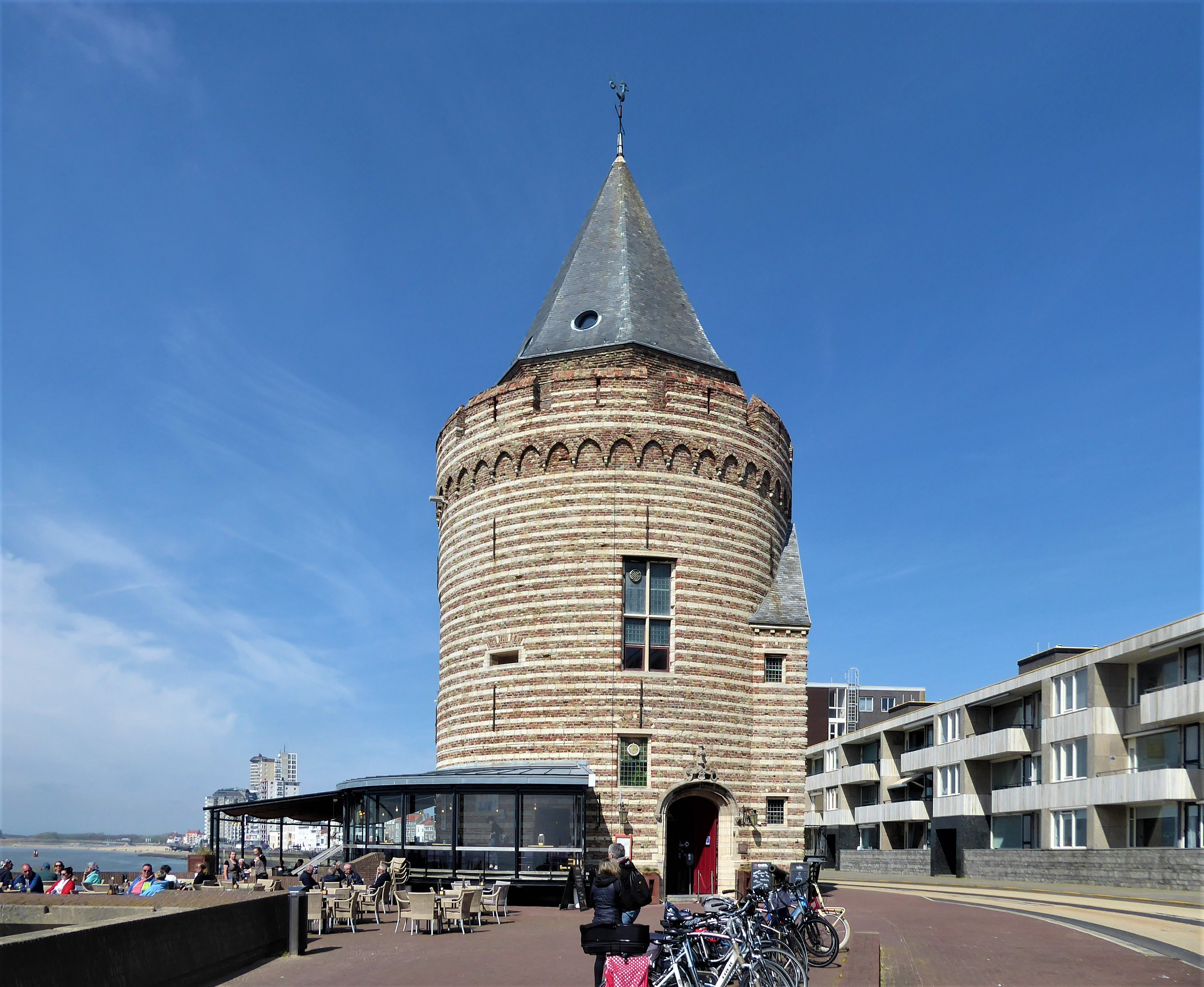
Der Gevangentoren

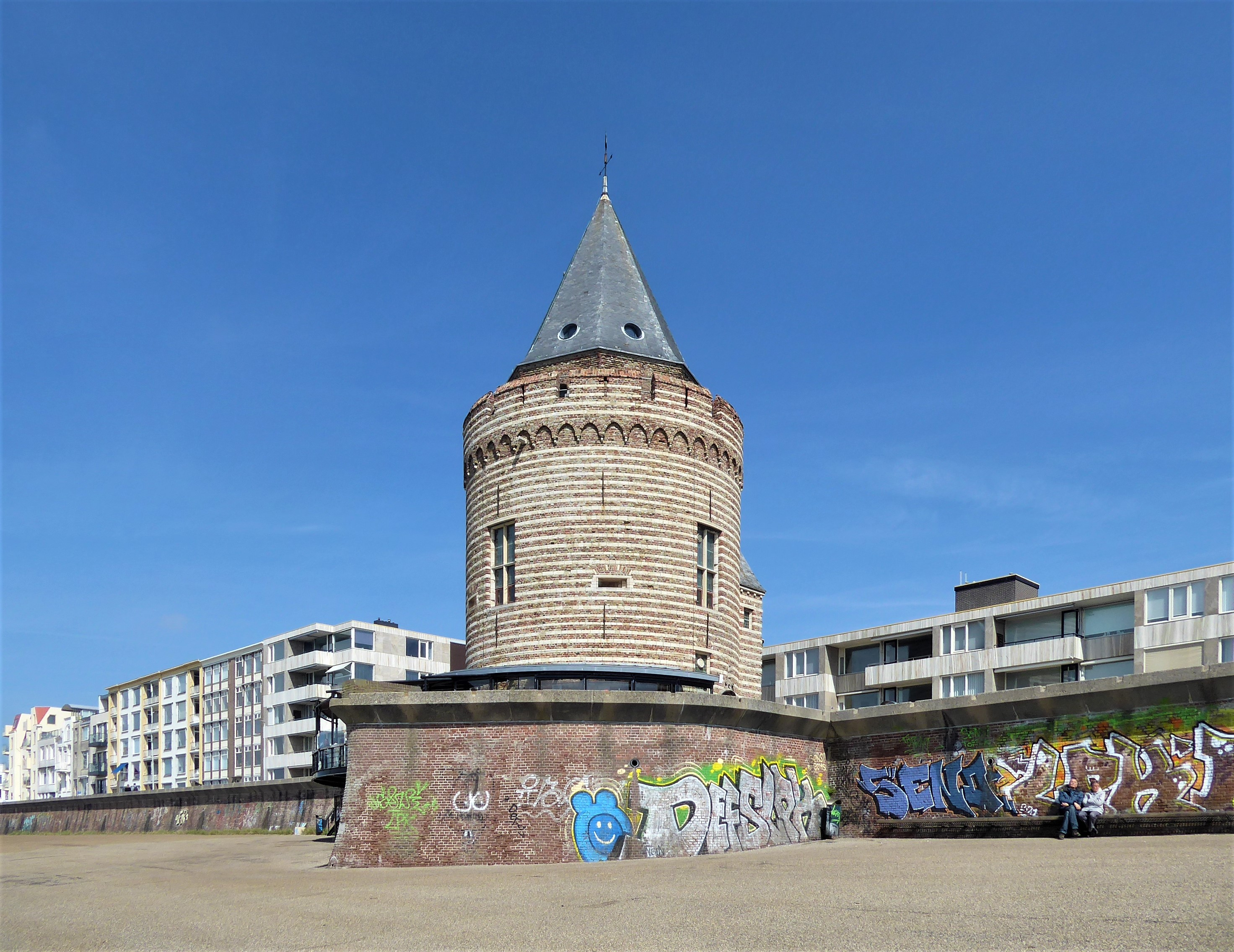
Die Lage des Turms auf dem Deich

Der Gevangentoren (deutsch Gefängnisturm) ist ein erhaltener Turm der spätmittelalterlichen Stadtbefestigung von Vlissingen in der niederländischen Provinz Zeeland. Das Bauwerk  ist niederländisches Rijksmonument.

## Geschichte
Der spätgotische Gevangentoren entstand um 1491 als Torturm  als einer der Türme des Westpoort. Die Ziegel in der Außenverkleidung wurden im Wechsel mit Schichten aus Naturstein ausgeführt. Nachdem der Turm beim Beschuss der Stadt 1809 beschädigt worden war, überlebte er die Abrissmaßnahmen durch die französischem Truppen. Zuvor hatte der Turm ab dem 17. Jahrhundert als städtisches Gefängnis gedient. Während einer Restaurierung im Jahr 1894 unter der Leitung von J.A. Frederiks erhielt der Turm Zinnen und im Mittelgeschoss ein Strahlengewölbe nach dem Vorbild des Kellergewölbes. Im Zweiten Weltkrieg wurde der Turm stark beschädigt. Aufgrund einer Deicherhöhung als Folge einer schweren Sturmflut im Jahr 1953 wurde auch der Turm um 1960 erhöht und mit einer nach alten Zeichnungen gestalteten Turmspitze versehen. Die Erhöhung erfolgte, um das Erscheinungsbild des Turms aus der Ferne nicht zu beeinträchtigen.